# Veľké Teriakovce
Veľké Teriakovce – wieś (obec) na Słowacji położona w kraju bańskobystrzyckim, w powiecie Rymawska Sobota. Pierwsze wzmianki o miejscowości pochodzą z roku 1334. 
Według danych z dnia 31 grudnia 2012, wieś zamieszkiwało 891 osób, w tym 435 kobiet i 456 mężczyzn.
W 2001 roku rozkład populacji względem narodowości i przynależności etnicznej wyglądał następująco:
- Słowacy – 95,7%
- Czesi – 0,35%
- Romowie – 1,63%
- Węgrzy – 1,28%

Ze względu na wyznawaną religię struktura mieszkańców kształtowała się w 2001 roku następująco:
- Katolicy rzymscy – 51,8%
- Grekokatolicy – 0,23%
- Ewangelicy – 25,78%
- Ateiści – 19,05%
- Nie podano – 2,21%